# Folgi

Nabiodrek wykonany z folg

Folgi – wąskie płytki metalowe lub z materiałów organicznych (skóra, płytka rogowa), z których wykonywane były elementy ruchome zbroi. 
Płytki łączono ze sobą, najczęściej nitując je od spodu do rzemieni lub podkładu ze skóry. Z folg wykonywano między innymi części zbroi płytowych (fartuch, naramienniki, nabiodrki, rękawice), nakarczki hełmów, a nawet całe pancerze (np. rzymski pancerz folgowy – lorica segmentata).